# Keith Skillen
Keith Skillen (26 de mayo de 1948 - 7 de agosto de 2013) fue un futbolista profesional inglés que jugó como delantero.

## Carrera
Nació en Cockermouth, Skillen jugó en Deer Orchard, Netherfield, Workington, Hartlepool United y Cockermouth.

## Muerte
Skillen murió el 7 de agosto de 2013, a la edad de 65 años, después de sufrir esclerosis lateral amiotrófica.